# Erinaceomorpha
Sous-ordre
Érinaceomorphes
Les Érinaceomorphes (Erinaceomorpha) sont un sous-ordre de mammifères placentaires laurasiathériens.
Cet ordre récent n'a été reconnu qu'en 2005 par MSW. Auparavant ses familles étaient placées dans l'ordre Insectivora.

## Liste des familles
- Famille Erinaceidae G. Fischer, 1814